# 58607 Wenzel
58607 Wenzel este un asteroid din centura principală de asteroizi.

## Descriere
58607 Wenzel este un asteroid din centura principală de asteroizi. A fost descoperit pe 19 octombrie 1997 la Observatorul Kleť de Jana Tichá și Miloš Tichý. Asteroidul prezintă o orbită caracterizată de o semiaxă mare de 2,26 ua, o excentricitate de 0,09 și o înclinație de 6,5° în raport cu ecliptica.